# Аморфа калифорнийская
Аморфа калифорнийская (лат. Amorpha californica) — листопадный кустарник, вид рода Аморфа (Amorpha) семейства Бобовые (Fabaceae).

## Распространение и экология
Ареал вида охватывает северные районы Мексики и США (штаты Калифорния, Аризона, Нью-Мексико).
Растет в горах, поднимаясь до 1500 м над уровнем моря. 

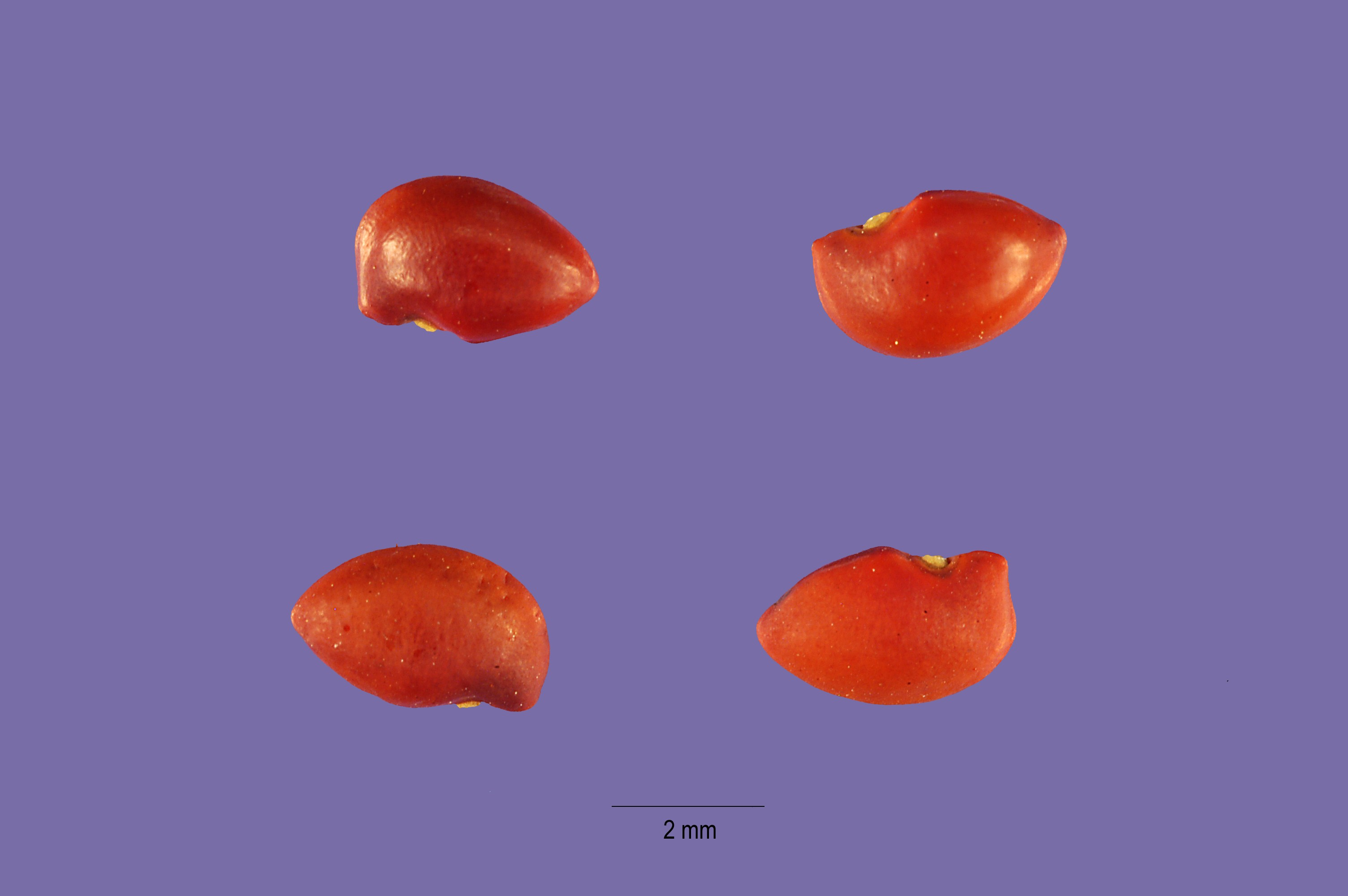
Семена.

## Биологическое описание
Кустарник высотой до 1,8 м. Побеги, оси кисти, черешки листьев и жилки нижней поверхности листочков опушены шелковистыми волосками.
Листья длиной 9—20 см, с 11—17 листочками. Листочки продолговато-эллиптические, длиной 2,3—4 см, шириной 1,2—2,2 см, на верхушке закруглённые или с маленькой выемкой, без шипика, с широко-клиновидным основанием, сверху ярко-зелёные, снизу светлее.
Цветки фиолетовые, сидящих по 2—4 в кистях длиной до 28 см. Чашечка ресничато-опушённая, с треугольными зубцами, из которых два верхних шире и немного короче остальных; парус длиной 5 мм.
Бобы длиной около 6 мм, с выгнутой спинкой, голые, с точечными железками.
Цветёт в мае — июне. Плодоносит в сентябре.

## Классификация

### Представители
В рамках вида выделяют ряд разновидностей:
- Amorpha californica var. californica
- Amorpha californica var. napensis Jeps.

## Таксономия
Вид Аморфа калифорнийская входит в род Аморфа (Amorpha) трибы Amorpheae подсемейства Мотыльковые (Faboideae) семейства Бобовые (Fabaceae) порядка Бобовоцветные (Fabales).
|  |                                      |  |                                                             |                                                             |                   |  | ещё 4 семейства (согласно Системе APG II) | ещё 4 семейства (согласно Системе APG II)    |                                              |  |  |  | ещё около 470 родов | ещё около 470 родов       |  |  |
|  |                                      |  |                                                             |                                                             |                   |  | ещё 4 семейства (согласно Системе APG II) | ещё 4 семейства (согласно Системе APG II)    |                                              |  |  |  | ещё около 470 родов | ещё около 470 родов       |  |  |
|  |                                      |  |                                                             | порядок Бобовоцветные                                       |                   |  |                                           |                                              | подсемейство Мотыльковые                     |  |  |  |                     | вид Аморфа калифорнийская |  |  |
|  |                                      |  |                                                             | порядок Бобовоцветные                                       |                   |  |                                           |                                              | подсемейство Мотыльковые                     |  |  |  |                     | вид Аморфа калифорнийская |  |  |
|  | отдел Цветковые, или Покрытосеменные |  |                                                             |                                                             | семейство Бобовые |  |                                           |                                              | род Аморфа                                   |  |  |  |                     |                           |  |  |
|  | отдел Цветковые, или Покрытосеменные |  |                                                             |                                                             |                   |  |                                           |                                              |                                              |  |  |  |                     |                           |  |  |
|  |                                      |  | ещё 44 порядка цветковых растений (согласно Системе APG II) | ещё 44 порядка цветковых растений (согласно Системе APG II) |                   |  |                                           | ещё 2 подсемейства (согласно Системе APG II) | ещё 2 подсемейства (согласно Системе APG II) |  |  |  | ещё около 15 видов  |                           |  |  |
|  |                                      |  |                                                             | ещё 44 порядка цветковых растений (согласно Системе APG II) |                   |  |                                           |                                              | ещё 2 подсемейства (согласно Системе APG II) |  |  |  |                     |                           |  |  |